# جایزه بزرگ فرانسه ۱۹۷۸
جایزه بزرگ فرانسه ۱۹۷۸ (انگلیسی: ‎1978 French Grand Prix‎)، که به‌طور رسمی با نام شصت و چهارمین جایزه بزرگ فرانسه شناخته می‌شود، یک مسابقهٔ موتوری در رشتهٔ اتومبیل‌رانی فرمول یک بود که در تاریخ ۲ ژوئیهٔ ۱۹۷۸ در پیست پل ریکارد واقع در لا کاستلت، ور، فرانسه برگزار شد. این گراند پری در میان ۱۶ گراند پری در فصل ۱۹۷۸، مسابقهٔ شمارهٔ ۹ بود.
در این مسابقه که در ۵۴ دور و به مسافت ۳۱۳٫۶۸۶ کیلومتر (۱۹۴٫۹۱۵ مایل) برگزار شد، پول پوزیشن توسط جان واتسون کسب شد و سریع‌ترین زمان برای طی یک دور پیست که برابر با ۱:۴۸٫۵۶ بود نیز توسط کارلوس روتمان به ثبت رسید.
ماریو اندرتی از تیم لوتوس-فورد، رونی پیترسن از تیم لوتوس-فورد و جیمز هانت از تیم مک‌لارن-فورد به‌ترتیب مقام‌های اول تا سوم مسابقه را کسب کردند.

## رده‌بندی قهرمانی پس از مسابقه
| جایگاه | راننده        | امتیاز |
| ------ | ------------- | ------ |
| ۱      | ماریو اندرتی  | ۴۵     |
| ۲      | رونی پیترسن   | ۳۶     |
| ۳      | نیکی لائودا   | ۲۵     |
| ۴      | پاتریک دیپلر  | ۲۳     |
| ۵      | کارلوس روتمان | ۲۲     |
| منبع:  |               |        |

| جایگاه | سازنده            | امتیاز |
| ------ | ----------------- | ------ |
| ۱      | لوتوس-فورد        | ۵۸     |
| ۲      | برابام-آلفا رومئو | ۳۴     |
| ۳      | تایرل-فورد        | ۲۵     |
| ۴      | فراری             | ۲۲     |
| ۵      | مک‌لارن-فورد       | ۱۱     |
| منبع:  |                   |        |

یادداشت
- تنها پنج جایگاه نخست از هر رده‌بندی نمایش داده شده است.